# الغارة الجوية على مستشفى كتم
في 28 مايو 2024، قصفت القوات المسلحة السودانية مستشفى كتم، وهو مجمع طبي للجرحى المدنيين وغيرهم في كتم، السودان، خلال الحرب الأهلية السودانية، مما أسفر عن مقتل وإصابة العديد من الأشخاص.
أدى الهجوم إلى إلحاق أضرار جسيمة بجناح الولادة والعديد من مباني المستشفى والمعدات الطبية، بينما أدى إلى تدمير الشبكة الكهربائية للمستشفى بالكامل.

## ملحوظات
1. ↑  وفقاً لمتصل راديو دبنقا، فإن الغارة الجوية "قتلت وأصابت العديد من المرضى".